# ワイロ最中

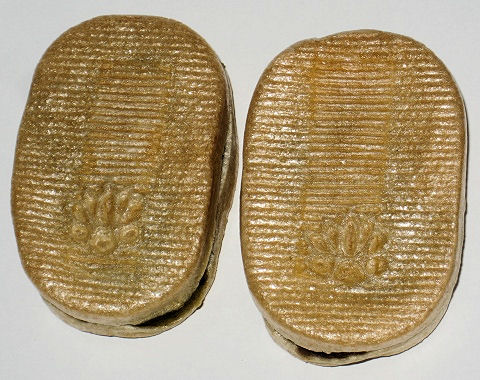
ワイロ最中（左: 抹茶、右: つぶあん）

ワイロ最中（ワイロもなか）は静岡県牧之原市の土産菓子である。

## 商品
同市の前身である榛原郡相良町は田沼意次ゆかりの城下町として知られている。贈収賄にまつわるダーティな印象が強い田沼意次をあえて押し出すことにより、新奇さを狙った商品である。
外箱には桐箱を差し出す商人が描かれている。箱を開けると、「付け届けは饅頭にかぎるのう。」との言葉と共に饅頭の写真が印刷された紙が入っている。これをめくると、小判をかたどった最中がつめられており、「したごころ」の表書きがある熨斗袋、さらに相良茶のティーバッグが付属している。最中にはお茶あんとつぶあんの二種類の風味がある。

## 発売
相良町商工会異業種経営者交流会の有志によるグループ「遊人塾（）」が2002年6月より発売。発売にあたっては製造費捻出のため、当時の相良町民から一口二千円で出資が集められた。当初は月に数箱が売れるに過ぎなかった。発売直後に鈴木宗男事件が発生したことから、自民党本部での販売を試みたが失敗した。町民や郷土史家の中にはイメージが悪いとして、販売を非難する者もいた。
2003年8月に静岡新聞に取り上げられたことから注文が4倍に増え、2003年11月15日からは牧之原SA売店でも週末限定で販売されるようになった。「ワイロ」であることから、それまでパッケージは桐箱を模した地味なものを使用してきたが、以降は相良高校美術部の生徒によるデザインのものに変更された。SAでの販売初日は販売開始前から列ができ、用意した100個が3時間で売り切れた。
2004年には年間8000個が売れ、2005年3月には合資会社を設立して出資した町民に配当を行った。

## 類例
時代劇に登場する小判を隠した菓子箱に着想を得た菓子は、ワイロ最中以降もさまざまなものが発売されている。南魚沼市の観光センター「魚沼の里」が2007年8月に発売した「越後屋おぬしもなかなかの悪たぬきよのお」は「越後屋」=「悪徳商人」というイメージを利用した商品で、ワイロ最中と異なり、本物の饅頭の下に小判型のクッキーが隠されている趣向となっている。また2006年に広告会社のセントラル・スコープが発売した「山吹色のお菓子」は、小判型の容器の中に和風パイが入っている。2003年には江戸開府400年を記念して、小判型の煎餅「これでよしなに」が発売された。